# Tidyverse
Le tidyverse, contraction de tidy et de universe, est une collection de packages R open source  introduite par Hadley Wickham et son équipe. Les packages qui composent le tidyverse partagent « une même philosophie, une même structure et une même structuration des données ». Le tidyverse a notamment contribué à encourager et généraliser l'utilisation du piping dans le code.

## Packages
Les packages de base, qui fournissent des fonctionnalités pour modéliser, transformer et visualiser les données, incluent :
- dplyr
- forcats
- ggplot2
- lubridate
- purrr
- readr
- stringr
- tibble
- tidyr